# RFC 977
 (mai 2025).
Si vous disposez d'ouvrages ou d'articles de référence ou si vous connaissez des sites web de qualité traitant du thème abordé ici, merci de compléter l'article en donnant les références utiles à sa vérifiabilité et en les liant à la section « Notes et références ».
La RFC 977 est la RFC décrivant le protocole NNTP utilisé pour les groupes de discussion usenet. La RFC 977 a été écrite en 1986 par Phil Lapsley (U.C. Berkeley) et Brian Kantor (U.C. San Diego).
Cette RFC a été rendue obsolète par la RFC 3977.